# Odozana obscura
Odozana obscura är en fjärilsart som beskrevs av William Schaus 1896. Odozana obscura ingår i släktet Odozana och familjen björnspinnare. Inga underarter finns listade i Catalogue of Life.